# Relais 4 × 100 mètres masculin aux championnats du monde d'athlétisme 2013
Navigation
Daegu 2011 Pékin 2015
L'épreuve du relais 4 × 100 mètres masculin des championnats du monde 2013 s'est déroulée le 18 août 2013 dans le Stade Loujniki, le stade olympique de Moscou, en Russie. C'est la dernière épreuve de la compétition, ce qui est inhabituel. Ce relais est remporté par l'équipe de Jamaïque (composée dans l'ordre de Nesta Carter, Kemar Bailey-Cole, Nickel Ashmeade et Usain Bolt), ce qui en fait la 5e victoire consécutive majeure de cette nation, Jeux olympiques et Championnats du monde confondus, malgré l'ultérieure disqualification, tardivement décidée, de sa victoire de 2008.

## Records et performances

### Records
Les différents records de cette épreuve (ceux du monde, des championnats et ceux de chaque continent) étaient les suivants juste avant les championnats 2013 :
| Record du monde           | Jamaïque Nesta Carter Michael Frater Yohan Blake Usain Bolt                                                                          | 36 s 84 | Londres          | 11 août 2012              |
| Record des championnats   | Jamaïque Steve Mullings Michael Frater Usain Bolt Yohan Blake                                                                        | 37 s 04 | Daegu            | 11 septembre 2011         |
| Record d'Afrique          | Nigeria Osmond Ezinwa Olapade Adeniken Francis Obikwelu Davidson Ezinwa                                                              | 37 s 94 | Athènes          | 9 août 1997               |
| Record d'Asie             | Japon Naoki Tsukahara Shingo Suetsugu Shinji Takahira Nobuharu Asahara                                                               | 38 s 03 | Ōsaka            | 1er septembre 2007        |
| Record d'Amérique du Nord | Jamaïque Nesta Carter Michael Frater Usain Bolt Asafa Powell                                                                         | 37 s 10 | Pékin            | 22 août 2008              |
| Record d'Amérique du Sud  | Brésil Vicente de Lima Édson Ribeiro André Domingos Claudinei da Silva                                                               | 37 s 90 | Sydney           | 30 septembre 2000         |
| Record d'Europe           | Royaume-Uni Jason Gardener Darren Campbell Marlon Devonish Dwain Chambers                                                            | 37 s 73 | Séville          | 29 août 1999              |
| Record d'Océanie          | Australie Paul Henderson Tim Jackson Steve Brimacombe Damien Marsh Australie Anthony Alozie Isaac Ntiamoah Andrew McCabe Joshua Ross | 38 s 17 | Göteborg Londres | 12 août 1995 10 août 2012 |

## Critères de qualification
Pour se qualifier pour cette compétition, il fallait avoir réalisé moins de 39 s 20 entre le 1er janvier 2012 et le 29 juillet 2013, lors de compétitions officielles programmées avec au moins trois sélections nationales au départ.

## Meilleurs temps 2013
Uniquement un résultat par équipe nationale.
| 1  | États-Unis « Red »      | 37 s 58  | Monaco     | 19 juillet 2013 |
| 2  | Racers Lions Track Club | 37 s 75  | Londres    | 27 juillet 2013 |
| 3  | Canada                  | 38 s 33  | Monaco     | 19 juillet 2013 |
| 4  | Royaume-Uni             | 38 s 39  | Gateshead  | 22 juin 2013    |
| 5  | Allemagne               | 38 s 41  | Ratisbonne | 8 juin 2013     |
| 6  | France                  | 38 s 45  | Londres    | 27 juillet 2013 |
| 7  | Ukraine                 | 38 s 56  | Kazan      | 12 juin 2013    |
| 8  | Pologne                 | 38 s 71  | Gateshead  | 22 juin 2013    |
| 9  | Australie               | 38 s 71  | Londres    | 27 juillet 2013 |
| 10 | Bahamas                 | 38 s 77A | Morelia    | 6 juillet 2013  |
| 11 | Espagne espoirs         | 38 s 87  | Tampere    | 14 juillet 2013 |
| 12 | Japon                   | 38 s 90  | Tokyo      | 28 juillet 2013 |
| 13 | Hong Kong               | 38 s 94  | Pune       | 6 juillet 2013  |
| 14 | Trinité-et-Tobago       | 39 s 03A | Morelia    | 6 juillet 2013  |
| 15 | Italie                  | 39 s 05  | Gateshead  | 22 juin 2013    |

Sont également qualifiées les équipes nationales suivantes qui ont réalisé moins de 39 s 20 en 2013 :
- Pays-Bas, 39 s 14 à Dublin (Santry)
- Corée du Sud, 39 s 15 à Pune
- Chine, 39 s 17 à Pune
- Barbade,  39 s 18 à Morelia

Toutes ces 19 équipes ont obtenu un meilleur temps en 2012 (sauf les Bahamas, l'Espagne et l'Ukraine). Ont également obtenu en 2012 un temps inférieur à 39 s 20 : la Russie (nation hôte), le Brésil, Saint-Kitts, la Suisse, Taïwan et le Venezuela. Le Brésil, la Suisse et l'Afrique du Sud qui avaient le minima en 2012 n'ont pas sélectionné d'équipe de relais.
Sont donc engagées avec un temps de qualification inférieur à 39 s 20 obtenu en 2012 les équipes suivantes :
- Russie,
- Saint-Christophe-et-Niévès,
- Taïwan,
- Venezuela.

Ce qui fait un total de 23 équipes et 131 relayeurs.

## Résultats

### Finale
| Rang               | Pays              | Athlète                                                            | Temps   | Note |
| ------------------ | ----------------- | ------------------------------------------------------------------ | ------- | ---- |
| Médaille d'or      | Jamaïque          | Nesta Carter Kemar Bailey-Cole Nickel Ashmeade Usain Bolt          | 37 s 36 | WL   |
| Médaille d'argent  | États-Unis        | Charles Silmon Mike Rodgers Mookie Salaam Justin Gatlin            | 37 s 66 |      |
| Médaille de bronze | Canada            | Gavin Smellie Aaron Brown Dontae Richards-Kwok Justyn Warner       | 37 s 92 | SB   |
| 4                  | Allemagne         | Lucas Jakubczyk Sven Knipphals Julian Reus Martin Keller           | 38 s 04 | SB   |
| 5                  | Pays-Bas          | Brian Mariano Churandy Martina Liemarvin Bonevacia Hensley Paulina | 38 s 37 | SB   |
| 6                  | Japon             | Yoshihide Kiryū Kenji Fujimitsu Kei Takase Shōta Iizuka            | 38 s 39 |      |
| 7                  | Trinité-et-Tobago | Ayodele Taffe Keston Bledman Rondell Sorrillo Richard Thompson     | 38 s 57 |      |
| —                  | Royaume-Uni       | Adam Gemili Harry Aikines-Aryeetey James Ellington Dwain Chambers  |         | DSQ  |

### Séries
Les deux premières équipes de chaque série (Q) ainsi que les deux meilleurs temps (q) sont qualifiés pour la finale.
| Rang | Pays              | Athlète                                                                 | Temps   | Note  |
| ---- | ----------------- | ----------------------------------------------------------------------- | ------- | ----- |
| 1    | Royaume-Uni       | Richard Kilty Harry Aikines-Aryeetey James Ellington Dwain Chambers     | 38 s 12 | Q, SB |
| 2    | Jamaïque          | Nesta Carter Kemar Bailey-Cole Warren Weir Oshane Bailey                | 38 s 17 | Q     |
| 3    | Trinité-et-Tobago | Jamol James Keston Bledman Rondell Sorrillo Richard Thompson            | 38 s 38 | q, SB |
| 4    | Espagne           | Eduard Viles Sergio Ruiz Bruno Hortelano Ángel David Rodríguez          | 38 s 46 | NR    |
| 5    | Pologne           | Robert Kubaczyk Grzegorz Zimniewicz Karol Zalewski Kamil Kryński        | 38 s 51 | SB    |
| 6    | Corée du Sud      | Oh Kyong-soo Cho Kyu-won Yoo Min-woo Kim Kuk-young                      | 39 s 00 | NR    |
| 7    | Russie            | Aleksandr Khyutte Konstantin Petryashov Roman Smirnov Aleksandr Brednev | 39 s 01 | SB    |
| 8    | Venezuela         | Jermaine Chirinos Diego Rivas Álvaro Luis Cassiani Alberth Bravo        | 39 s 14 |       |

| Rang | Pays       | Athlète                                                   | Temps   | Note  |
| ---- | ---------- | --------------------------------------------------------- | ------- | ----- |
| 1    | États-Unis | Charles Silmon Mike Rodgers Mookie Salaam Justin Gatlin   | 38 s 06 | Q     |
| 2    | Japon      | Yoshihide Kiryū Kenji Fujimitsu Kei Takase Shōta Iizuka   | 38 s 23 | Q, SB |
| 3    | Ukraine    | Ruslan Perestyuk Serhiy Smelyk Ihor Bodrov Vitaliy Korzh  | 38 s 57 |       |
| 4    | Barbade    | Andrew Hinds Levi Cadogan Shane Brathwaite Ramon Gittens  | 38 s 94 | NR    |
| 5    | Chine      | Guo Fan Liang Jiahong Su Bingtian Zhang Peimeng           | 38 s 95 | SB    |
| 6    | France     | Emmanuel Biron Mickaël-Meba Zézé Arnaud Rémy Jimmy Vicaut | 38 s 97 |       |
| 7    | Hong Kong  | Tang Yik Chun Lai Chun Ho Ng Ka Fung Tsui Chi Ho          | 39 s 10 |       |

| \| Rang \| Pays \| Athlète \| Temps \| Note \| \| ---- \| -------------------------- \| ------------------------------------------------------------------ \| ------- \| ----- \| \| 1 \| Allemagne \| Lucas Jakubczyk Sven Knipphals Julian Reus Martin Keller \| 38 s 13 \| Q, SB \| \| 2 \| Canada \| Gavin Smellie Aaron Brown Dontae Richards-Kwok Justyn Warner \| 38 s 29 \| Q, SB \| \| 3 \| Pays-Bas \| Brian Mariano Churandy Martina Liemarvin Bonevacia Hensley Paulina \| 38 s 41 \| q, SB \| \| 4 \| Italie \| Michael Tumi Matteo Galvan Diego Marani Delmas Obou \| 38 s 49 \| SB \| \| 5 \| Saint-Christophe-et-Niévès \| Lestrod Roland Jason Rogers Antoine Adams Allistar Clarke \| 38 s 58 \| SB \| \| 6 \| Bahamas \| Adrian Griffith Warren Fraser Jamial Rolle Shavez Hart \| 38 s 70 \| NR \| \| 7 \| Taipei chinois \| Wang Wen-tang Liu Yuan-kai Pan Po-yu Lo Yen-yao \| 39 s 72 \| \| \| — \| Australie \| Tim Leathart Josh Ross Andrew McCabe Jarrod Geddes \| \| DNF \| |                            |                                                                    |         |       |
| Rang | Pays                       | Athlète                                                            | Temps   | Note  |
| 1 | Allemagne                  | Lucas Jakubczyk Sven Knipphals Julian Reus Martin Keller           | 38 s 13 | Q, SB |
| 2 | Canada                     | Gavin Smellie Aaron Brown Dontae Richards-Kwok Justyn Warner       | 38 s 29 | Q, SB |
| 3 | Pays-Bas                   | Brian Mariano Churandy Martina Liemarvin Bonevacia Hensley Paulina | 38 s 41 | q, SB |
| 4 | Italie                     | Michael Tumi Matteo Galvan Diego Marani Delmas Obou                | 38 s 49 | SB    |
| 5 | Saint-Christophe-et-Niévès | Lestrod Roland Jason Rogers Antoine Adams Allistar Clarke          | 38 s 58 | SB    |
| 6 | Bahamas                    | Adrian Griffith Warren Fraser Jamial Rolle Shavez Hart             | 38 s 70 | NR    |
| 7 | Taipei chinois             | Wang Wen-tang Liu Yuan-kai Pan Po-yu Lo Yen-yao                    | 39 s 72 |       |
| — | Australie                  | Tim Leathart Josh Ross Andrew McCabe Jarrod Geddes                 |         | DNF   |

## Légende
Records et Performances
- AR : Record continental (area record)
- CR : Record des championnats (championship record)
- MR : Record du meeting (meet record)
- NR : Record national (national record)
- OR : Record olympique (olympic record)
- PR : Record paralympique (paralympic record)
- PB : Record personnel (personal best)
- SB : Meilleure performance personnelle de la saison (season's best)
- WL : Meilleure performance mondiale de l'année (world leader)
- WJR : Record du monde junior (world junior record)
- WR : Record du monde (world record)

Circonstances et Conditions
- DNF : N'a pas terminé (did not finish)
- DNS : N'a pas pris le départ (did not start)
- DQ : Disqualification (disqualification)
- NM : Aucun essai valable enregistré (No Mark)
- Q : Qualifié « directement » au prochain tour (ou à la prochaine compétition), lors d'une compétition majeure, grâce au classement ou à la réalisation des minima (automatic qualifier)
- q : Qualifié au prochain tour (ou à la prochaine compétition), lors d'une compétition majeure, grâce au repêchage ou à la réalisation de l'une des meilleures performances parmi celles des « non qualifiés directement » (grâce au meilleur temps ou à la meilleure distance par exemple) (secondary qualifier)

## Analyse de la compétition
Le dernier jour de la compétition, sur deux tours (trois séries qui font fonction de semi-finales), de façon inhabituelle (c'est traditionnellement le relais 4 x 400 m qui conclut les grands championnats), que le dernier podium est attribué, pour couronner en passant Usain Bolt et son huitième titre de champion du monde. Comme aux précédents Jeux (ceux de 2008 et de 2012) et aux précédents Mondiaux (ceux de 2009 et de 2011), le titre allait se jouer entre « son » équipe jamaicaïne, avec sa série de quatre titres majeurs consécutis, et l'équipe américaine, son challenger : il faut remonter à Osaka 2007, pour retrouver les Jamaïcains seconds. Comme pronostiqué, Bolt franchit la ligne d'arrivée en tête en un temps de 37 s 36, meilleur temps de l'année et 6e meilleure marque de tous les temps. Seul Bolt avait battu ce temps quatre fois, avec trois records du monde à la clé (Pékin 2008, Berlin 2009, Daegu 2011 et Londres 2012) avec la seule exception du relais américain capable de frôler l'exploit en 37 s 04 à Londres, record d'Amérique du Nord. Il précède Justin Gatlin de 30/100e, davantage qu'à Londres, mais une victoire nette et sans appel. Pourtant, Bolt accusait plus d'un mètre de retard sur Gatlin lors du dernier échange de témoin. Qui plus est, en se déportant sur sa droite et en marchant en dehors de son couloir, Gatlin gêne ostensiblement Bolt, l'obligeant même à le contourner avant de prendre sa lancée vers la ligne droite d'arrivée. S'il y avait eu réclamation, les Américains risquaient la disqualification qu'ils avaient frôlée lors des séries, Gatlin faisant le geste de « nous l'avons échappé belle » en s'épongeant le front juste après son arrivée.
Pour la troisième marche du podium, le Canada et la Grande-Bretagne rééditent, à front renversé, le scénario des Jeux londoniens, où le Canada avait été disqualifié dans les pleurs après être arrivé troisième en 37 s 80. Cette fois-ci c'est un James Ellington en pleurs, cachant sa déception sous une serviette, alors qu'il s'apprêtait avec ses coéquipiers à assister à la dernière cérémonie protocolaire des championnats. Les Britanniques sont disqualifiés pour la 5e fois consécutive dans un championnat majeur. Le Canada se voit donc classé 3e, à 6/100e du record canadien de 1999. La série obtenue par les autres équipes finalistes est également impressionnante : l'Allemagne, 4e, est à 2/100e du record national, les Pays-Bas, 5e, à 8/100e du leur, deux records obtenus en 2012. Enfin, le Japon 6e n'est qu'à 20/100e de son record asiatique. Seul ce dernier et Trinité-et-Tobago n'améliorent pas en finale leur temps obtenu en séries.
Dans ces séries, seules trois équipes n'établissent pas leur meilleur temps de l'année : Hong Kong, la France et Taïwan. Quatre battent leur record national : l'Espagne, première équipe non-qualifiée, les Bahamas et la Barbade (qui battent leur record obtenu en altitude) et la Corée du Sud. Le bilan 2013 ne laisse que deux équipes dans la liste des dix meilleurs temps de l'année : les États-Unis qui avaient couru en 37 s 58 à Monaco et la France, très loin de son 38 s 45 dans le même meeting.
22 équipes ont franchi la ligne d'arrivée avec le témoin à la main (l'Australie est le seul cas d'une équipe qui ne termine pas sa course). 131 sprinters figuraient dans la liste des relayeurs participants, deux fédérations faisant appel à des spécialistes du 400 m (Alberth Bravo et Matteo Galvan) et les Britanniques au spécialiste du 200 m James Ellington, alors que six autres sprinters britanniques étaient prévus et inscrits. La Jamaïque est la seule à avoir changé deux de ses relayeurs et deux autres, un seul, malgré le temps très court entre les séries et la finale.